# Журавец (Волынская область)
Журавец (укр. Журавець) — село в Затурцевской сельской общине Владимирского района Волынской области Украины.
До 2020 года входило в Локачинский район.
Код КОАТУУ — 0722485802. Население по переписи 2001 года составляет 110 человек. Почтовый индекс — 45514. Телефонный код — 3374. Занимает площадь 1,4 км².